# 拿骚-锡根的约翰·毛里茨

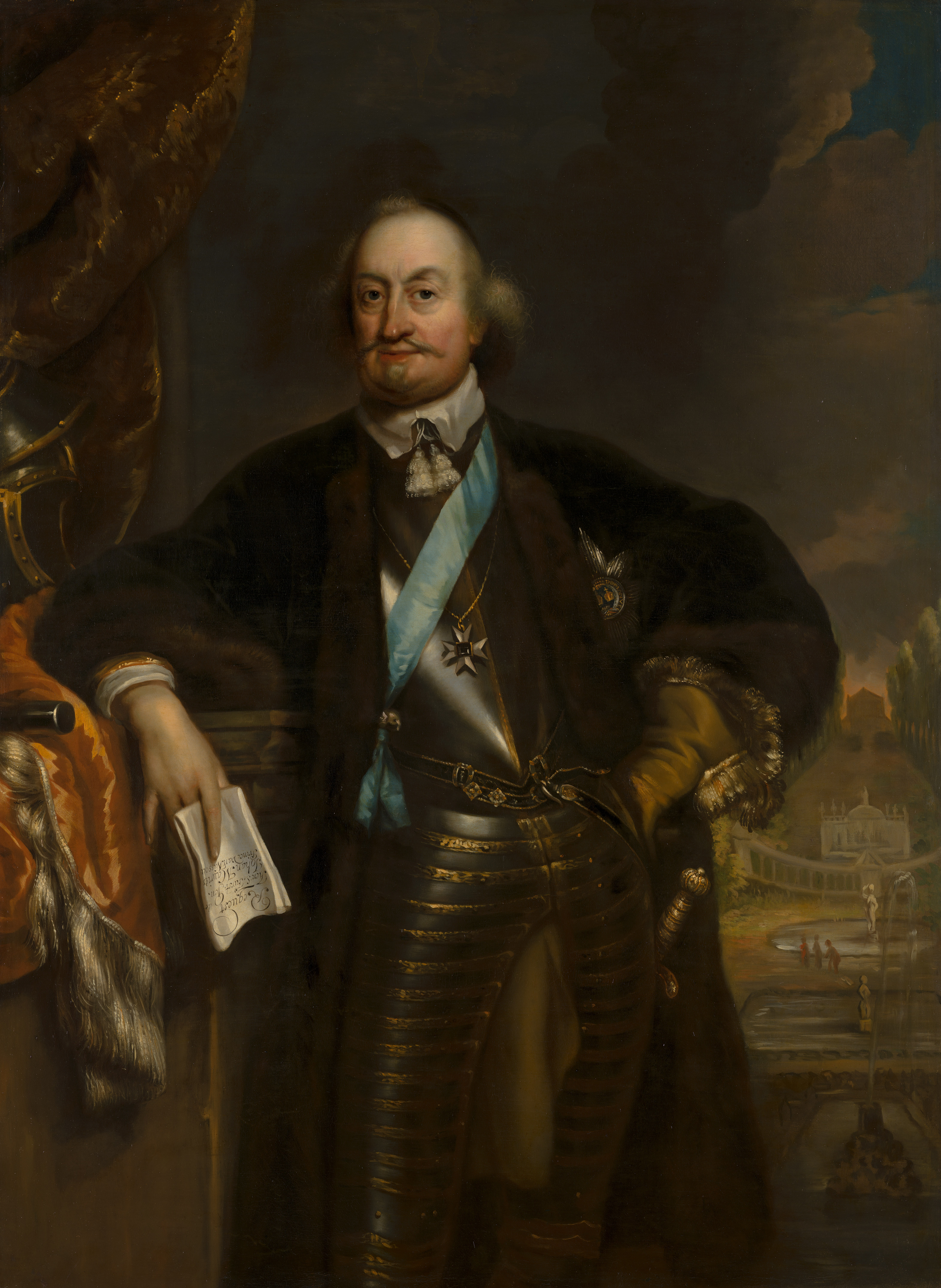
拿骚-锡根的约翰·毛里茨

拿骚-锡根的约翰·毛里茨的纹章，外周环有丹麦大象勋章

拿骚-锡根的约翰·毛里茨 （ 荷蘭語：即“拿骚-锡根的约翰·毛里茨”， 德語：即“拿骚-锡根的约翰-莫里茨”，英語：即“拿骚-锡根的约翰-莫里斯”）（1604年6月17日—1679年12月20日）是拿骚-锡根的伯爵，后自1674年起为拿骚-锡根亲王。

## 早期
他出生在迪伦堡（Dillenburg，今属德国），其父为拿骚-锡根伯爵揚七世；其祖父为拿骚-锡根伯爵约翰六世（德語：Johann VI. von Nassau-Dillenburg），这位祖父也是荷兰执政沉默者威廉的弟弟。
约翰·莫里茨年轻时便于1621年加入荷兰军队。他在堂叔、荷兰执政奥兰治亲王弗雷德里克·亨德里克（Friderik Hendrik，沉默者威廉的幼子）領導的战役中脱颖而出。1626年他晋升上尉。他在1629年登博斯（Den Bosch）的俘虏的行列中。1636年，他在斯亨肯斯汉斯围困战（Siege of Schenkenschans）中攻克了一个堡垒。
1634年，他在海牙結識布蘭登堡的十五歲年輕王子腓特烈·威廉（1640年繼位成為布蘭登堡選帝侯），兩人成為莫逆之交，在往後生涯的各個時期都互相援助。腓特烈·威廉更藉此學習吸收荷蘭先進的商貿技術與科技知識，在约翰·莫里茨的幫助下大力提升布蘭登堡的國力，終於在領地內建立絕對君主制，並於1675年打敗北歐霸主瑞典，被譽為「大選侯」（The Great Elector）。

## 巴西荷兰属地统治者
當荷蘭正與葡萄牙進行巴西爭奪戰（1624-1641年）時，1636年在奥兰治亲王弗雷德里克·亨德里克的提名下，他被荷兰西印度公司任命为巴西的荷兰属地的统治者。他于1637年1月在伯南布哥的港口暨荷兰人的主要据点累西腓登陆。
在一系列成功远征的鼓舞下，他逐渐将荷兰属地从南方的塞尔希培拓展到北方的马拉尼昂的圣路易斯。他还在非洲西海岸征服了葡萄牙人的属地埃尔米纳城堡、圣多美、安哥拉的罗安达。在著名建筑师哈勒姆的彼得·波斯特（Pieter Post）的帮助下，他建成了累西腓的新市镇，其中到处都是辉煌的公共建筑和花园，这里也以他的名字命名为“毛里茨城”（Mauritsstad）。
通过他有政治家风格的政策，他使殖民地一派繁荣，甚至成功地令葡萄牙定居者逐渐服从荷兰的律法。他在巴西的领导艺术激发出了1647年的两部拉丁文史诗，一部是卡斯帕·巴洛伊斯（Caspar Barlaeus）的Rerum per octennium in Brasilia et alibi nuper gestarum sub praefectura，另一部是弗朗西斯·普兰特（Franciscus Plante） 的Mauritias。画家阿尔伯特·埃克豪特（Albert Eckhout）、弗兰斯·波斯特（Frans Post）和亚伯拉罕·维拉尔特（Abraham Willaerts）曾为约翰·毛里茨的随行人员。
他还建立了一座天主教徒、新教徒和犹太人共同参加的市议会。除了这种宽容，他也促进了累西腓的发展并推进了社会住房计划。他雄心勃勃的计划和大手笔的开支令荷兰西印度公司吝啬的董事们坐立不安，但约翰·毛里茨坚持认为，除非他可以自作主张，否则便只好辞职。他在1644年7月回到欧洲。
毛里茨的去職，成為之後巴西被葡萄牙奪回的主因。因為接替毛里茨的歷任總督，都是「經商能手、拙劣的政治家」，完全沒有毛里茨那樣的優秀政治力，於是葡萄牙人在內陸的巴西開始逐漸反攻。葡萄牙人利用荷蘭商人見利忘義的特性，以高價走私荷蘭軍火，最終拖垮荷屬巴西。1654年利用首次英荷戰爭的機會，收回巴西失地，並在1657-1661年的荷葡戰爭中，得到盟友英國的調停，最終在1661年獲得荷蘭對其巴西統治的承認。32年後巴西的大金礦被發現，葡萄牙國王成為世界主要黃金來源的控制者。這些失敗讓荷蘭人普遍認為，荷蘭西印度公司是一間糟糕低能的貿易特許公司。

## 返回欧洲

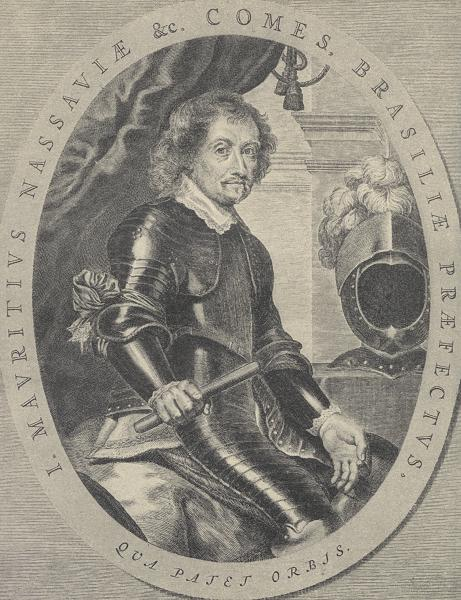
拿骚-锡根的约翰·毛里茨

回到欧洲后，他很快便被奥兰治亲王弗雷德里克·亨德里克任命为荷兰军队的骑兵指挥官，并参加了1645年和1646年的大小战役。当1648年1月明斯特和约签订，战争结束时，他接受了勃兰登堡选帝侯给予的克莱沃（Kleve）、马克和拉文斯贝格（Ravensberg），后来还有明登（Minden）。他在莱茵兰的成功和他在巴西的成功一样辉煌，他也证明了自己是一位富有能力且明智的统治者。
1652年底，他被任命为圣若翰骑士团的团长，并成为神圣罗马帝国的亲王。1664年，他回到荷兰；当荷兰与英格兰的战争爆发，且明斯特主教为助英格兰而入侵荷兰之时，他被任命为荷兰国军（荷蘭語：Staatse leger）的总司令。尽管他的指挥被荷兰国会所限制，然而他依旧击退了入侵之敌，主教克里斯托弗·伯恩哈德·冯·加仑（Christoph Bernhard von Galen）（绰号Bommen Berend）被迫缔结和约。他的征战并没有结束，1668年他被任命为荷兰国军的陆军元帅，1673年他被荷兰执政奥兰治亲王威廉三世任命为弗里斯兰省和格罗宁根省的军队司令，并负责在荷兰共和国与冯·加仑的又一次战争中防守东方前线。
1675年他的健康状况迫使他放弃了军职，他在他钟爱的克莱沃度过了余生，并于1679年12月去世。
他在海牙所建的住宅如今被称为毛里茨住宅，是荷兰王家的美术馆。
巴西作家保罗·塞图巴尔（Paulo Setúbal）写过一部有关约翰·毛里茨及巴西的荷兰属地的历史小说O Príncipe de Nassau （意为“拿骚的亲王”，后于1933年被R. Schreuder和J. Slauerhoff翻译为荷兰文，荷兰文书名为Johan Maurits van Nassau ）。
| 前任： 揚七世 | 拿騷-錫根親王 1637–1644 | 繼任： 威廉·毛里茨 |